# École d'Ispahan
L’École d’Ispahan (en persan : مكتب اصفهان, Maktab-e Esfahān) désigne un courant de pensée religieuse né dans la capitale safavide de l’Iran — Ispahan — au XVIIe siècle et représentatif d'une renaissance philosophique du chiisme duodécimain devenu religion d'État sous les Safavides. 
L’intérêt particulier de Chah Abbas Ier pour la vie artistique et la pensée religieuse fait d’Ispahan le plus grand centre intellectuel iranien de l’époque, où de nombreux courants philosophiques et théologiques novateurs s’épanouissent. Parmi les fondateurs de l’école d’Ispahan, on trouve Sheikh Bahai, Mir Fendereski et Mir Damad. Molla Sadra Shirazi, Rajab ’Ali Tabrizi, ou encore Qazi Sa’id Qommi comptent parmi les penseurs influents de cette « école ».